# De Hoek (Sint-Genesius-Rode)

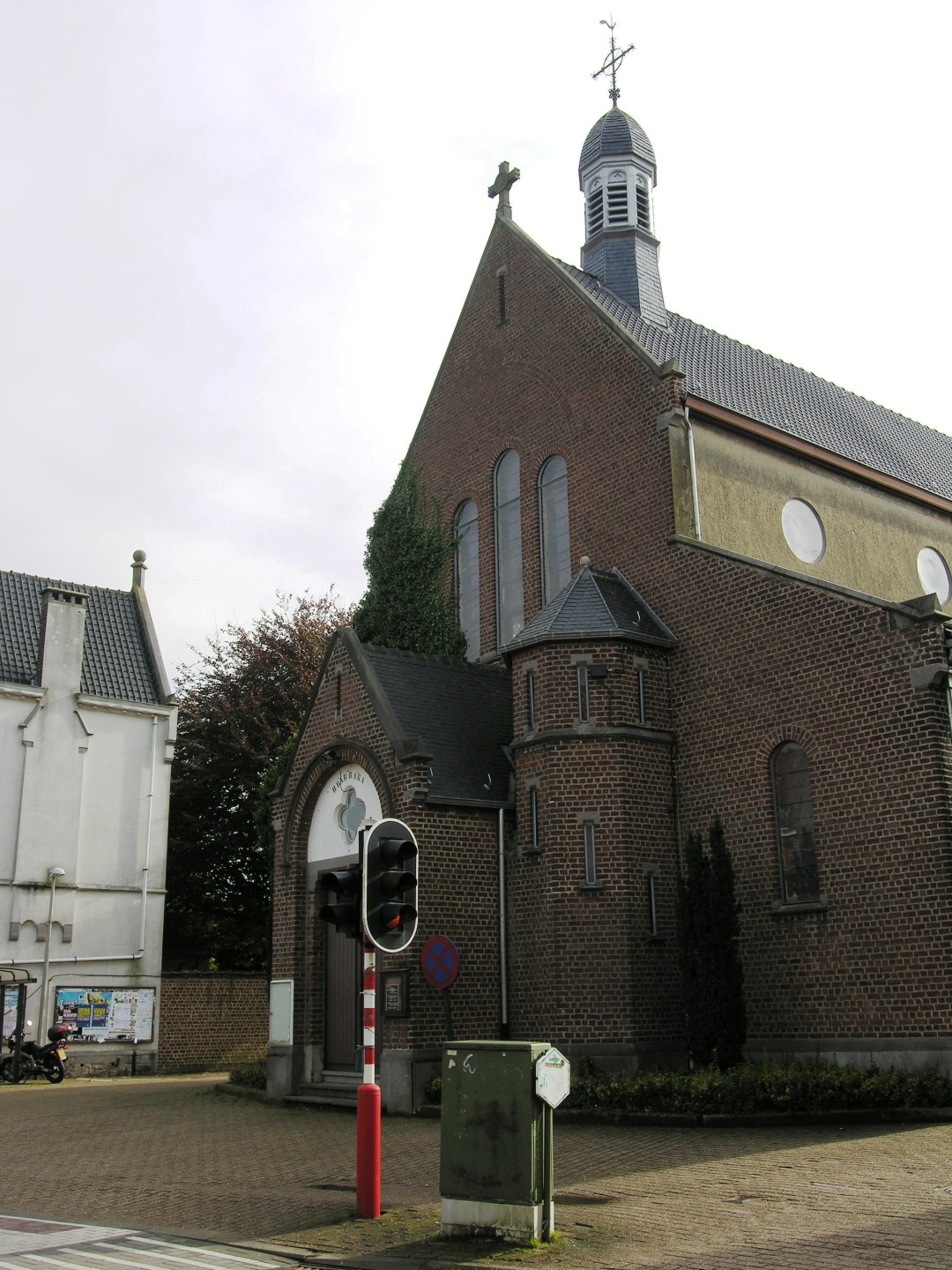
Sint-Barbarakerk

De Hoek (ook wel Den Hoek, in het Frans: Le Coin of Le Hameau) is een gehucht van de Belgische gemeente Sint-Genesius-Rode en maakt deel uit van de provincie Vlaams-Brabant. Sint-Genesius-Rode behoort tot de faciliteitengemeenten in de Brusselse Rand. De(n) Hoek heeft een treinhalte op de lijn tussen Brussel en Charleroi.
In 1900 was de bevolking dankzij de aanwezigheid van het treinstation dermate gegroeid, dat er een eigen parochie nodig was. De bouw van de neo-romaanse Sint-Barbarakerk voorzag in die behoefte. In 1953 werd de kerk nog uitgebreid met een parochiezaal.